# Rafael Arkadu Tschimischkjan
Rafael Arkadu Tschimischkjan (armenisch Ռաֆայել Արկադու Չիմիշքյան, in wissenschaftlicher Transliteration Ṙafayel Arkadow Č‘imišk‘yan; * 20. August 1929 in Tiflis, Georgische SSR; † 25. September 2022) war ein sowjetischer Gewichtheber. Da er international als Vertreter der Sowjetunion antrat, ist er vor allem unter der russifizierten Form seines Namens Rafael Arkadjewitsch Tschimischkjan (russisch Рафаэль Аркадьевич Чимишкян) bekannt.

## Werdegang
Rafael Tschimischkjan kam, als Sohn armenischer Eltern in Georgien lebend, als Jugendlicher mit dem Gewichtheben in Berührung. Beim Sportverein Dynamo Tiflis kam er in gute Trainerhände und machte rasche Fortschritte. Bereits als Zwanzigjähriger durfte er für die UdSSR bei den Weltmeisterschaften 1950 in Paris starten. Er rechtfertigte das in ihn gesetzte Vertrauen mit dem Gewinn des Vize-Weltmeistertitels. Er war damit der erste Gewichtheber der Sowjetunion, der aus dem Süden des Landes kam und bei einer Weltmeisterschaft eine Medaille gewann. Später sollten aus dieser Region noch viele große Athleten Rafael Tschimischkian folgen. Bis 1960 blieb er in der absoluten Weltspitze, wenn ihm auch im eigenen Lande in Nikolai Saksonow, Iwan Udodow und Jewgeni Minajew sehr harte Rivalen erwachsen waren, gegen die er sich nicht immer durchsetzen konnte.
Der gelernte Mechaniker trat zu Beginn seiner sportlichen Laufbahn in die Rote Armee ein und brachte es dort zum Offizier.

## Internationale Erfolge
(OS = Olympische Spiele, WM = Weltmeisterschaft, EM = Europameisterschaft, Ba = Bantamgewicht, Fe = Federgewicht)
- 1950, 2. Platz, WM + EM in Paris, Ba, mit 305 kg, hinter Mahmoud Namdjou, Iran, 310 kg und vor Kemal Mahgoub, Ägypten, 297,5 kg, EM-Wertung: 1. Platz;
- 1951, 1. Platz, Welt-Jugendfestspiele in Berlin, Fe, mit 320 kg, vor Hepprich, DDR, 250 kg;
- 1952, Goldmedaille, OS in Helsinki, Fe, mit 337,5 kg, vor Nikolai Saksonow, UdSSR, 332,5 kg und Rodney Wilkes, Trinidad und Tobago, 322,5 kg;
- 1953, 2. Platz, WM + EM in Stockholm, mit 332,5 kg, hinter Saksonow, 337,5 kg und vor Einar Eriksson, Schweden, 307,5 kg, EM-Wertung: wie vor;
- 1954, 1. Platz, WM + EM in Wien, Fe, mit 350 kg, vor Iwan Udodow, UdSSR, 350 kg und Tun Maung Nil, Burma, 330 kg, EM-Wertung. 1. Platz;
- 1955, 1. Platz, WM + EM in München, Fe, mit 350 kg, vor Udodow, 345 kg und Ali Mahgoub, Ägypten, EM-Wertung: 1. Platz;
- 1956, 1. Platz, EM in Helsinki, Fe, mit 340 kg, vor Sebastiano Mannironi, Italien, 325 kg und Marian Zieliński, Polen, 325 kg;
- 1957, 1. Platz, EM in Kattowitz, Fe, mit 340 kg, vor Balogh, Ungarn, 310 kg und Georg Miske, DDR, 307,5 kg;
- 1958, 3. Platz, Grand Prix in Moskau, Fe, mit 345 kg, hinter Jewgeni Minajew, UdSSR, 355 kg und Wiktor Korsch, UdSSR, 347,5 kg.

## UdSSR-Meisterschaften
- 1949, 1. Platz, Ba;
- 1950, 2. Platz, Fe, mit 320 kg, hinter Jewgeni Lopatin, 322,5 kg und vor Moisey Kasyanik, 315 kg;
- 1951, 1. Platz, Fe, mit 330 kg, vor Nikolai Saksonow, 322,5 kg und Jewgeni Lopatin, 322,5 kg;
- 1952, 2. Platz, Fe, mit 325 kg, hinter Saksonow, 335 kg;
- 1953, 2. Platz, Fe, mit 330 kg, hinter Saksonow, 335 kg und vor Chanukaschwili, 312,5 kg;
- 1954, 1. Platz, Fe, mit 345 kg, vor Saksonow, 337,5 kg und Ivan Udodov, 332,5 kg;
- 1955, 1. Platz, Fe, mit 347,5 kg, vor Udodov, 340 kg und Mazurenko, 327,5 kg;
- 1956, 3. Platz, Fe, mit 335 kg, hinter Udodov, 340 kg und Tarelkin, 337,5 kg;
- 1957, 2. Platz, Fe, mit 347,5 kg, hinter Minajew, 357,5 kg und vor Nemtschilow, 340 kg;
- 1958, 2. Platz, Fe, mit 345 kg, hinter Minajew, 355 kg, und vor Bondarenko, 345 kg;
- 1959, 4. Platz, Fe, mit 325 kg, hinter Minajew, 355 kg, Bondarenko, 347,5 kg und Medvedev, 337,5;
- 1960, 1. Platz, Fe, mit 350 kg, vor Korsch, 345 kg und Medvedev, 340 kg;
- 1962, 3. Platz, Fe, mit 342,5 kg, hinter Jewgeni Kazura, 355 kg, Medvedev, 350 kg und vor Minajev, 342,5 kg.

## Weltrekorde
(alle im Federgewicht erzielt)
im beidarmigen Reißen:
- 109 kg, 1955 in Minsk,
- 110 kg, 1955 in Moskau,
- 110,5 kg, 1957 in Teheran.

im beidarmigen Stoßen:
- 143 kg, 1954 in Wien,
- 143,5 kg, 1957 in Teheran.

im olympischen Dreikampf:
- 337,5 kg, 1952 in Helsinki,
- 340 kg, 1953 in Odessa,
- 342,5 kg, 1954 in Alexandria,
- 345 kg, 1954 in Petrosawodsk,
- 350 kg, 1954 in Wien.